# Budgetunderskott
Ett budgetunderskott uppstår när staten förbrukar mer pengar än den får in. Statsskulden är summan av budgetunderskotten från alla tidigare år.
Budgetunderskottet varierar med konjunkturen. Därför delas det ibland upp i ett strukturellt budgetunderskott, som inte beror av konjunktursvängningarna, och ett konjunkturellt budgetunderskott, som är stort vid lågkonjunktur och litet vid högkonjunktur. Anledningen till det konjunkturella budgetunderskottets variation är att skatteintäkterna är små när ekonomin är i lågkonjunktur, samt att transfereringarna, det vill säga bidragen, samtidigt är stora.